# Mary Helen Stefaniak
Melissa Milich je američkohrvatska spisateljica. Po zanimanju je spisateljica i podučavateljica umijeća pisanja. Osim toga, radila je kao turistička voditeljica, urednica, prodavačica, model, nogometna trenerica itd. Piše romane. Piše isključivo na engleskom jeziku.
Rođenjem je Amerikanka. Podrijetlom je iz redova hrvatske manjine u Mađarskoj, iz Novog Sela, sela koje se nalazi gradu Virovitici na suprotnoj strani rijeke Drave. Kad su njeni predci doselili u SAD-u, živjeli su u nacionalnim slumovima u industrijskom dijelu Milwaukeeja. Ondje je odrastala uz ine nacionalne zajednice: Poljake, Slovence, Kašube i druge, što je utjecalo na šarolikost njenog proznog izraza (među ostalim svoje priče opisuje kao "priče o susjedstvima… Portreti susjedskih zajednica i priče o tome kako te ili služe ili ne uspijevaju služiti ljude koji u njima žive.")
Osim toga, svoja je djela opisala kao "priče o povezivanju", o ljudima "koji su uspješno svladali prepreke koje gradimo između sebe". Stilski pripada glavnom pravcu američke književnosti. Njena tri kratka romana su na teme Milwaukeeja i Novog Sela. Piše za časopise Epoch, The Crescent Review, The North American, Short Story, The Yale Review i druge.
Danas radi u Omahi u saveznoj državi Nebraski, na sveučilištu Creightonu.

## Djela
- Self-Storage and Other Stories, zbirka (duhovitih) kratkih priča, 1997.
- The Turk and My Mother, kratki roman, 2000. (prvi put objavljen u Epochu)
- The Cailiffs of Baghdad, Georgia, kratki roman, 2011.

## Nagrade
- nagrada Banta za književni doseg za najbolju knjigu (fikcija ili nefikcija) koju je objavio wisconsinski autor 1997. (Self-Storage and Other Stories)
- nagrada Anisfield-Wolf za fikciju 2011. (The Cailiffs of Baghdad, Georgia)
- nagrada sveučilišta Binghamton John Gardner za fikciju
- priznanje neovisnih izdavača Indie-Next “Great Read”, rujna 2010. (The Cailiffs of Baghdad, Georgia)
- uvrštenje u antologiju New Stories from the South: The Year's Best, 2000.

## Vanjske poveznice:
- Službena web-stranica